# Mare de Déu dels Dolors (Vilallonga de Ter)
La Mare de Déu dels Dolors és una capella als afores de Vilallonga de Ter (Ripollès) inclosa en l'Inventari del Patrimoni Arquitectònic de Catalunya. La capella dels Dolors, malgrat les citades es remunten al segle xvii, té un aspecte molt més primitiu. És d'una sola nau de pedra, amb un absis orientat cap a llevant. La façana té una porta central amb dues finestres laterals i un ull de bou petit sobre la porta. La coberta està formada per cavalls que suporten l'embigat, damunt del qual hi ha llates de fusta i teules àrabs, essent els extrems dels vessants de llicorella. Aquesta coberta és l'original i està totalment apuntalada, ja que amenaça runa.
Sobre la llinda de la porta hi ha una data, 1712, i una inscripció posterior d'acció de gràcies, per no haver sofert danys durant la guerra dels carlins. La capella es va salvar de la destrucció del 1936, perquè en aquella època va ser cedida a un paleta com a magatzem d'eines, la qual cosa l'ha portat a l'abandó actual, ja que encara continua essent magatzem dels malendreços, estant oberta i abandonada.